# Carlo Maria Giulini
Carlo Maria Giulini (Barletta, Apulië, 9 mei 1914 – Brescia, 14 juni 2005) was een Italiaans dirigent en altviolist. Giulini wordt algemeen beschouwd als een van de grootste dirigenten van de 20e eeuw.

## Levensloop
Giulini werd geboren in het zuidoosten van Italië (Barletta in Apulië) als zoon van een houthandelaar. Hij groeide echter op in het noorden van het land, in Bolzano in de Dolomieten, een stad die dankzij de grensaanpassingen na de Eerste Wereldoorlog niet langer het Oostenrijkse Bozen was. Het gezin Giulini was Italiaans in een overwegend Duitssprekende regio, hetgeen zijn vaardigheid in beide talen verklaart. Mogelijk is het ook een verklaring voor Giulini’s gedeelde devotie voor Italiaanse opera’s en Duitse symfonieën.
Als eerste muzikale ervaring hoorde hij een rondreizende zigeuner op zijn viool spelen. Hij vroeg daarop prompt een viool voor zijn verjaardag. Een lokale muziekleraar gaf hem een aanbeveling voor de Accademia Nazionale di Santa Cecilia in Rome, waar hij de viool verwisselde voor de altviool. Tegen de tijd dat hij 18 was, was hij beroepsmatig gaan spelen voor het lokale Augusteo Orkest. Hij begon een eigen groep musici om zich heen te verzamelen en kreeg zo zijn eerste ervaring als dirigent, terwijl hij de kunst kon afkijken van de grote meesters achter de lessenaar van het Augusteo Orkest. Later studeerde hij bij Bernardino Molinari de kunst van het dirigeren.
Van 1946 tot 1951 werkte Giulini bij de RAI voor de radio in Milaan, waar hij ervoor zorgde dat diverse onbekende opera’s een heropvoering beleefden, waaronder werken van Alessandro Scarlatti. Arturo Toscanini hoorde een productie van Il mondo della luna van Haydn, wat er later toe leidde dat hij Giulini aanbeval als muzikaal directeur bij La Scala, een positie die hij van 1953 tot 1956 vervulde.
In 1958 dirigeerde Giulini een productie van Verdi's Don Carlos in het Royal Opera House, Covent Garden die veel bijval oogstte. In de jaren zestig was hij erg in trek als gastdirigent bij alle belangrijke orkesten over de hele wereld, en maakte talrijke opnames die goed ontvangen werden, zoals met het Philharmonia Orchestra uit Londen.
Na 1968 gaf Giulini de opera op, omdat hij zich wilde concentreren op orkestrale werken. Hij was de voornaamste gastdirigent van het Chicago Symphony Orchestra van 1969 tot 1978, en werd benoemd als muzikaal directeur van de Wiener Symphoniker in 1973. Van 1978 tot 1984 was hij chef-dirigent en muzikaal directeur van de Los Angeles Philharmonic Orchestra, waar hij zijn dienstverband begon met de uitvoering van de 9e symfonie van Ludwig van Beethoven. In 1982 keerde hij nog eenmaal terug naar de opera, en dirigeerde een controversiële productie van Verdi's Falstaff.
Giulini stierf op 91-jarige leeftijd in Brescia, Italië.
Giulini stond bekend als een zeer bescheiden en aimabele man, wars van sterallures of dictatoriale neigingen. Dirigeren was voor hem overtuigen, niet opleggen. Daarnaast was hij een zeer godsdienstig man: tot aan zijn dood bleef hij een devoot katholiek. Muziek was voor Giulini een onmisbare morele kracht, een uitdrukking van de liefde en de hoop.

## Opnamen
De opmerkelijkste operaopnamen van Giulini zijn de versies van Le Nozze di Figaro en Don Giovanni van Mozart uit 1959 met het Philharmonia Koor en Orkest voor EMI, en zijn opname uit 1955 van Verdi's La traviata met Maria Callas en het Requiem. Andere opmerkelijke opnamen zijn Nocturnes en La Mer van Debussy, de 9e symfonie van Dvořák, en de zesde van Tsjaikovski met het Philharmonia Orchestra, Moessorgski's Schilderijen van een tentoonstelling, Brahms' symfonie nr. 4 en Mahlers 1e en 9e symfonie met het Chicago Symphony Orchestra, Beethovens 3e en 5e symfonie, en Schumanns 3e symfonie met het Los Angeles Philharmonic Orchestra, Mahlers Das Lied von der Erde met het Berliner Philharmoniker, de vier symfonieën van Brahms, Bruckners 7e, 8e en 9e symfonie met de Wiener Philharmoniker, en ten slotte Dvořáks 7e en 8e symfonie met het Koninklijk Concertgebouworkest van Amsterdam. Het merendeel van deze opnames werd gemaakt voor Deutsche Grammophon.
Giulini's latere opnames kenmerken zich door vaak zeer trage tempi, een rijke, indringende strijkersklank en een grote structurele helderheid, waarbij het narratieve en persoonlijke plaatsmaken voor bijna abstracte muzikale statements.

## Prijzen en erkenningen
Gramophone Award
- 1981 Beethoven Vioolconcert in d-mineur; Itzhak Perlman / Philharmonia Orchestra (EMI)[2]

Grammy Award voor de beste kooruitvoering
- 1981 Mozart: Requiem; Norbert Balatsch (koordirigent) / Philharmonia Orchestra & Chorus

Grammy Award voor het beste klassieke album
- 1979 Brahms: Vioolconcert in D; Itzhak Perlman / Chicago Symphony Orchestra

Grammy Award voor het best opgenomen album
- 1965 Britten: The young person's guide to the orchestra; Philharmonia Orchestra

Grammy Award voor de beste instrumentale uitvoering door een solist;
- 1989 Mozart: Pianoconcert nr. 23; Vladimir Horowitz / Orchestra della Scala

Grammy Award voor de beste orkestrale uitvoering
- 1972 Mahler: Symfonie nr. 1 in D; Chicago Symphony Orchestra;
- 1978 Mahler: Symfonie nr. 9 in D; Chicago Symphony Orchestra.